# Jimmy Jones (klavírista)
Jimmy Jones (30. prosince 1918 Memphis, Tennessee, Spojené státy americké – 29. dubna 1982 Burbank, Kalifornie, USA) byl americký jazzový klavírista a aranžér. V letech 1943–1945 hrál v triu Stuffa Smithe a v letech 1945–1947 hrál s J.C. Heardem. Spolupracoval také například s Dizzy Gillespiem, Sarah Vaughan, Gilem Evansem, Benem Websterem, Big Joe Turnerem nebo Colemanem Hawkinsem.